# 松田樹利亜
松田 樹利亜（まつだ じゅりあ、英:Mazda Julia、1975年2月7日 - ）は、日本の歌手。京都府出身（大阪府生まれ）。旧芸名及び本名：豊田 樹里（とよた じゅり）。日出女子学園高等学校卒業。同級生に河田純子、水野美紀、穴井夕子、大野幹代などがいた。

## 略歴
歌手になるきっかけを見つけるため、東京宝映テレビ（のちの宝映テレビプロダクション）で子役として活動。第3回東鳩オールレーズンプリンセスコンテストにてプリティーアイドル賞を受賞。優勝した新島弥生ほかコンテスト入賞者とアイドルグループ『EGG5』を結成。渡辺プロダクションと契約し、グループでの歌手デビュー予定もあったがお蔵入りとなる。その後、第3回全日本国民的美少女コンテスト歌唱部門にて豊田樹里として工藤静香の『恋一夜』を披露し、音楽部門賞を受賞。1990年、アイドルユニット『BABY'S』の一員としてデビューし、メインボーカルを担当する。
所属事務所をパブリック・イメージへと移籍。1993年ハミングバードレコード（後にワーナー・ミュージック・ジャパンのレーベルへ統合、WEAミュージックにレーベル変更）から月光恵亮プロデュース「抱きしめても止まらない」（テレビ朝日系「トゥナイト」エンディング曲）で、正体不明の美少女ボーカリスト松田樹利亜（生年月日非公表）として再デビュー（数年後、ニッポン放送特番『松田樹利亜のオールナイトニッポン』にて生年月日を公表）。シングルのジャケット写真も顔半分であった。3億円を費やした大々的なプロモーションであり、当時の販売戦略として、ルックスを先行させず楽曲（歌声）のみで評価されたいという思いがあった。デビューアルバム「Julia I」はオリコンウィークリーチャートにて初登場2位を獲得。その後は様々なCMや番組タイアップ等で着実にヒットを重ね、音楽雑誌『GiRLPOP』の代表格となる。
1997年、レコード会社をcutting edge（エイベックス系列）へ移籍し、本人選曲のベストアルバム『1494 〜Julia's Best Selection〜』を発表。その後もシングルやアルバムをリリースするが、所属プロダクションとの確執やレコード会社移籍問題（移籍予定先だったzetimaにおいて名義変更を強要されたことから移籍には至らず、ジュリア（松田樹利亜）名義でベストアルバムが発売されたのみ）が勃発。公認ファンサイトにて本人名義による芸能界引退宣言ともとれる書き込みの後、しばらく芸能界から姿を消す。
2001年に所属事務所を移籍し、ビクターエンタテインメントから発売したシングル『Starting UP』（アニメ「逮捕しちゃうぞ」オープニング曲）にて芸能界へ復帰。ビクターからは同シングル1枚のみをリリース。再びオスカープロモーションへ所属し、従来のポップスからハードロック系ボーカリストとして活動。しかし、トライクルエンタテイメントより鈴木慎一郎プロデュースのシングル・アルバムを数枚リリースしたのち、同社社長と齟齬が生じ契約解除（本人がライブで公言）、同様の理由からオスカープロモーションとの契約も解除した。当時、雑誌『WO』にて「ファンは私の容姿ばかりみて、楽曲を真剣に聴いてくれない」などとコメントを残した。その後、原宿でのライブにてこの件について謝罪する必要がないと発言している。
インディーズでアルバム『LIBERAL MINDS』をリリース後、2003年秋に再びメジャーへ復帰。セガの関連会社であるウェーブマスターよりシングル『僕のカケラ』を発売。その後もウェーブマスターからライブ・アルバム・DVDなど数多くの作品を発表した。2009年、専属作家の鈴木慎一郎らと「Ash Wednesday」を結成、『BLACK STAR』をリリースした。
2014年、テイチクエンタテイメントとアズミックスが立ち上げた新レーベルVR（ブイアール）へ移籍。ハミングバードレコード時代に発表したシングルのセルフカバー2曲を含んだアルバム『REVIVE』を発売。

## ディスコグラフィ

### オリジナル・アルバム
- JULIA I（1994年2月23日、再発1994年10月1日） - オリコン最高位2位
  - 再発売は、マイカルハミングバードの解散・ワーナーミュージック・ジャパンへの事業譲渡に伴う。
- Julia II（1995年3月25日） - オリコン最高位7位
- Julia III（1996年4月25日） - オリコン最高位14位
- STEEL & SILK（1998年12月2日） - オリコン最高位82位
- DIVE（2001年11月21日） - オリコン最高位193位
- VIBRATE（2002年11月27日） - オリコン最高位198位
- Liberal Minds（2003年6月20日）
- 107〜ジュール〜（2003年12月3日）
- Another I（2005年11月9日）
- Real Glitter（2005年11月30日）
- Re:（アールイー）（2007年2月7日）
- xxx in VOGUE（2007年12月19日）
- BLOW-UP（2008年9月24日）
- GOLD（2009年10月21日）
- 10 VISIONS（2010年12月8日）
- ACTIVITY（2011年8月31日）
- 一華（2012年1月25日）
- REVIVE（2014年9月17日）

### ライブ・アルバム
- LIVE GOLD 2009（2010年3月24日）

### ミニ・アルバム
- BE ROCK!（2004年7月7日）
- SWEET FORCE（2004年9月1日）
- Fifteen Carat（2008年12月17日）

### ベストアルバム
- 1494 〜Julia's Best Selection〜（1997年9月27日） - オリコン最高位24位
- SINGLES（1999年11月20日）
- Gate J Vol.1〜20th Century J's Best〜（2005年2月23日）
- Gate J Vol.2〜21st Century J's Best〜（2005年2月23日）
- GOLDEN☆BEST 松田樹利亜 -EARLY YEARS-（2011年5月11日）
- MONSTER EDITION 〜JULIA BEST 2013〜（2013年1月30日）

### シングル
- 抱きしめても止まらない（1993年8月25日 HBDL-1505、再発1994年10月1日 WPD4-7202） - オリコン最高位48位
- だまってないで（1993年11月24日 HBDL-1514、再発1994年10月1日 WPD4-7203） - オリコン最高位17位
- FOREVER DREAM（1993年12月21日 HBDL-1510、再発1994年10月1日 WPD4-7204） - オリコン最高位25位
- Rain（1994年4月27日 HBDL-1517、再発1994年10月1日 WPD4-7205） - オリコン最高位25位
  - 上記4点の再発売は、マイカルハミングバードの解散・ワーナーミュージック・ジャパンへの事業譲渡に伴うもの。
- 負けないBroken Heart（1994年10月25日 WPD4-7206） - オリコン最高位14位
- 本日快晴（1995年2月25日 WPD4-7219） - オリコン最高位44位
- Fly So High（1995年5月25日 WPD4-7223） - オリコン最高位49位
- I WANT YOU（1995年11月13日 WPD4-7231） - オリコン最高位54位
- この世界のどこかで（1996年2月25日 WPD4-7232） - オリコン最高位66位
- ちゃっかり（1996年5月25日 WPD4-7233） - オリコン最高位62位
- NAKED LOVE AGAIN（1997年8月20日 CTDR-28015） - オリコン最高位68位
- Ambitious（1997年12月10日 CTDR-28018） - オリコン最高位70位
- 永遠という瞬間の中で（1998年6月6日 CTDR-25001）
- LOVE IS A MERRY GO-ROUND（1998年11月11日 CTDR-28037）
- Starting UP（2001年4月21日 VICL-35256） - オリコン最高位90位
- SPIRIT（2002年6月26日 TNCH-5021）
- 欠落（2002年10月23日 TNCH-5022）
- 僕のカケラ（2003年10月1日 WWCE-31001） - オリコン最高位200位
- TILL THE END OF RUN（2006年12月13日 WWCA-31140）

## タイアップ一覧
| 使用年 | 曲名                   | タイアップ                                                               |
| ------ | ---------------------- | ------------------------------------------------------------------------ |
| 1993年 | 抱きしめても止まらない | テレビ朝日系『トゥナイト』エンディングテーマ                             |
| 1993年 | だまってないで         | 三貴「カメリアダイヤモンド」CMソング                                     |
| 1993年 | FOREVER DREAM          | テレビ朝日系『パリ・ダカール・ラリー』テーマソング                       |
| 1994年 | Rain                   | テレビ朝日系『リングの魂』エンディングテーマ                             |
| 1994年 | 負けないBroken Heart   | エースコック「スーパーカップ」CMソング                                   |
| 1995年 | 本日快晴               | テレビ朝日系『さんまのナンでもダービー』エンディングテーマ               |
| 1995年 | Fly So High            | テレビ朝日系『Jリーグ A GOGO!!』テーマソング                             |
| 1995年 | I WANT YOU             | テレビ朝日系『mew』エンディングテーマ                                    |
| 1996年 | この世界のどこかで     | ミズノCMソング                                                           |
| 1996年 | ちゃっかり             | タイトー「X2000 VOICE CHAMP」CMソング                                    |
| 1996年 | Fly So High            | 名古屋テレビ『夏の高校野球・愛知大会試合中継』オープニングテーマ         |
| 1997年 | NAKED LOVE AGAIN       | テレビ朝日系『アッコの泣かしたろか!?』エンディングテーマ                 |
| 1997年 | Ambitious              | テレビ朝日系『スーパーJチャンネル』オープニングテーマ                    |
| 1998年 | 永遠という瞬間の中で   | テレビ朝日系ウイークエンドドラマ『サイバー美少女テロメア』テーマソング   |
| 2001年 | Starting UP            | TBS系アニメ『逮捕しちゃうぞ SECOND SEASON』オープニングテーマ            |
| 2001年 | 五月雨                 | テレビ東京系『イチオシ!』エンディングテーマ                              |
| 2001年 | 刹那ハンター           | テレビ埼玉『HOT WAVE』オープニングテーマ                                 |
| 2002年 | SPIRIT                 | テレビ東京系『イチオシ!』5月度エンディングテーマ/6月度オープニングテーマ |
| 2002年 | SPIRIT                 | テレビ埼玉『HOT WAVE』5・6月度オープニングテーマ                         |
| 2002年 | 欠落                   | テレビ埼玉『HOT WAVE』エンディングテーマ                                 |

## 出演

### CM
- ポッカコーヒー 微糖ミルク（1996年） - 柴田恭兵と共演